# Klausberg (kabelbaan)
De Klausberg kabelbaan ligt in het Ahrntal in Italië. De gondelbaan is vernoemd naar het skigebied Klausberg. Het dalstation ligt in het plaatsje Steinhaus. Vanuit Steinhaus gaat de gondelbaan naar de Maireggalm. 's Winters kan men hier overstappen op de stoeltjeslift Klaussee 1. En in de zomer kan men hier wandelen. Bijzonder aan de gondelbaan is dat de snelheid maar 4 meter per seconde is, en dat is langzaam vergeleken met de andere gondelbanen.
De gondelbaan is in 1995 gereed gekomen, en is gebouwd door de firma Agamatic. Enkele jaren geleden zijn verschillende gondels vernieuwd.
Almboden · Brugger · Hühnerspiel · Klausberg · Klaussee I · Klaussee 2 (K2) · Sonnenlift · Sint Peter · Steinhaus